# Коросал (окръг)
Коросал (на испански: Corozal) е един от 6-те окръга на централноамериканска държава Белиз. Окръг Коросал е най-северният окръг на Белиз. Неговият окръжен център е Коросал Таун. Населението му е 48 429 жители (по приблизителна оценка от юли 2017 г.).